# Doridicola rumphellae
Doridicola rumphellae is een eenoogkreeftjessoort uit de familie van de Rhynchomolgidae. De wetenschappelijke naam van de soort is voor het eerst geldig gepubliceerd in 1993 door Humes.